# Walter Burrell (5e baronnet)
Walter Wyndham Burrell, 5e baronnet (26 octobre 1814 - 24 janvier 1886) est avocat britannique, homme politique conservateur et franc-maçon.

## Biographie
Il est le troisième fils de Charles Burrell (3e baronnet) et de son épouse Frances Wyndham, une fille de George Wyndham, 3e comte d'Egremont. Il est admis au barreau de Lincoln's Inn en 1840. Il sert dans l'armée britannique et est officier dans le 2nd Sussex Rifle Volunteers. À partir de 1877, il est grand maître de la grande loge provinciale de Sussex.

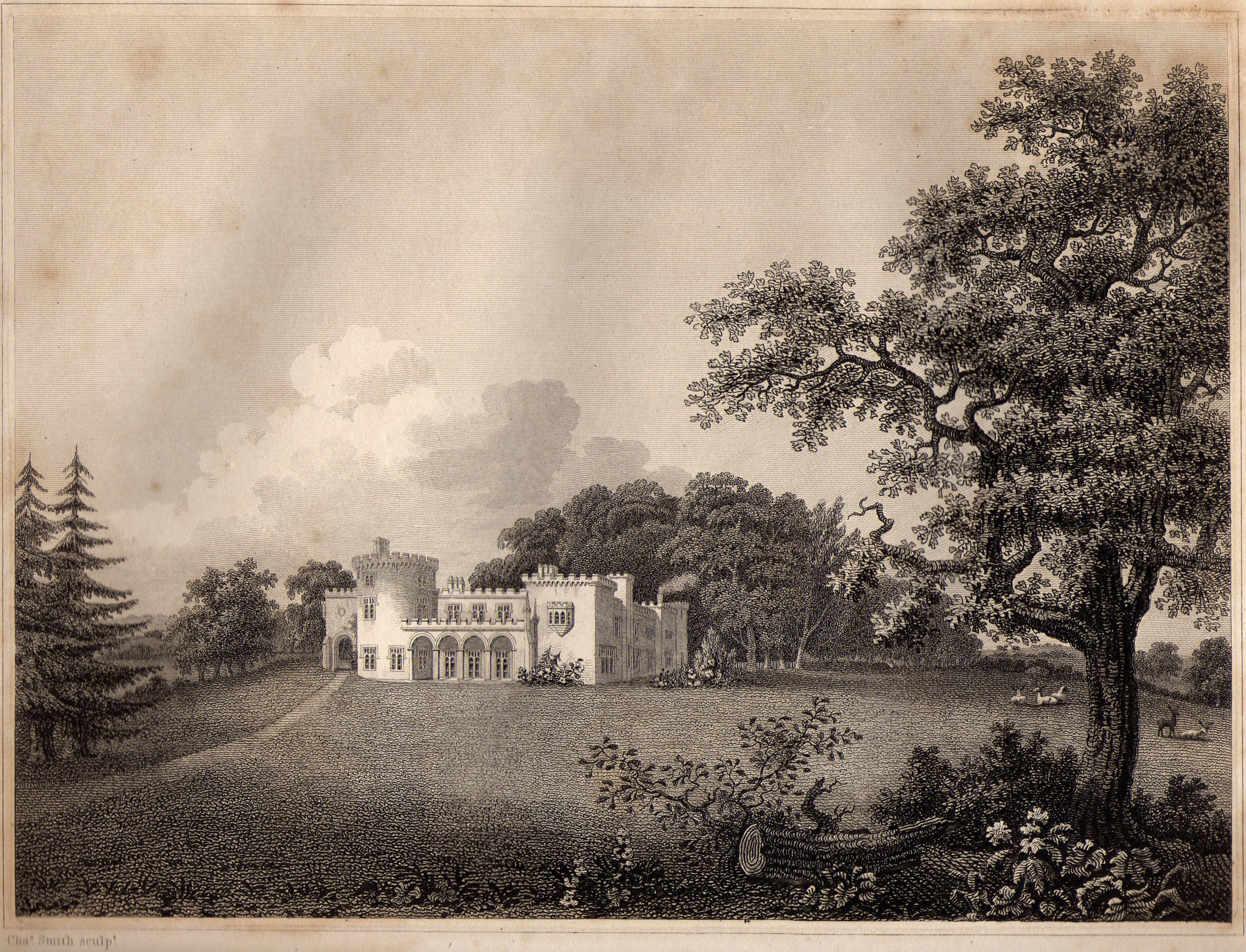
Gravure de West Grinstead Park près de West Grinstead, West Sussex, publiée en 1835 dans The History, Antiquities and Topography of the County of Sussex par Thomas Walker Horsfield.

En 1865, il se présente dans la circonscription de East Sussex, sans succès. Il succède à son frère aîné Percy comme baronnet en 1876 et entre à la Chambre des communes la même année, siégeant pour New Shoreham, la circonscription que son père et son frère ont également représentée auparavant, jusqu'à son abolition en 1885. Il est haut shérif du Sussex en 1871 .

## Famille
Le 10 juin 1847, il épouse Dorothea Jones, la plus jeune fille du révérend John Applethwaite Jones, à l'église St James, à Piccadilly. Ils ont quatre filles et deux fils. Il est mort à 71 ans, à West Grinstead Park  et est enterré à Shipley, Sussex. Il est remplacé comme baronnet par son fils aîné Charles.